# Vyšné Remety
Vyšné Remety és un poble i municipi d'Eslovàquia. Es troba a la regió de Košice, a l'est del país.

## Història
La primera referència escrita de la vila data del 1418.

## Demografia
| Godina             | 1994 | 2004   | 2014   | 2024   |
| ------------------ | ---- | ------ | ------ | ------ |
| Nombre de persones | 435  | 420    | 413    | 387    |
| Diferència         |      | −3,44% | −1,66% | −6,29% |

| Godina             | 2023 | 2024   |
| ------------------ | ---- | ------ |
| Nombre de persones | 388  | 387    |
| Diferència         |      | −0,25% |